# Кварас (Тренто)
Кварас је насеље у Италији у округу Тренто, региону Трентино-Јужни Тирол.
Према процени из 2011. у насељу је живело 7 становника. Насеље се налази на надморској висини од 946 м.